# Абрамов, Александр Абрамович
Александр Абрамович Абрамов (настоящая фамилия Рабинович; 1913—2002) — советский и российский режиссёр кино и дубляжа, сценарист.

## Биография
Родился 8 ноября 1913 года в городе Рославль. Брат кинорежиссёра Ильи Абрамовича Фрэза. Старший брат Григорий Абрамович Рабинович (сценическое имя Цви Рафаэль, 1898—1984) в 1918—1924 годах был актёром еврейского театра «Габима», позже киноактёром в Израиле.
В 1936—1939 гг. учился в Ленинградском институте инженеров промышленного строительства, потом, в 1939-42 гг. — на режиссёрском факультете Ленинградского театрального института. В 1944 году окончил режиссёрский факультет ВГИКа.
В кино сначала работал и ассистентом режиссёра, и вторым режиссёром, и режиссёром дубляжа на таких киностудиях, как «Узбекфильм», «Ленфильм», а также Ленинградской студии кинохроники, но потом, с 1953 года, он стал режиссёром киностудии «Ленфильм», на которой и ставил свои фильмы.
Автор и соавтор сценариев некоторых своих фильмов. В последние годы своей жизни Александр Абрамов занимался как дублированием, так и восстановлением фильмов.
Умер в 2002 году.

## Фильмография

### Режиссёр
- 1958 — Ведьма
- 1960 — Домой
- 1965 — Авария (совместно с Н. Бирманом)
- 1969 — Рядом с другом

### Сценарист
- 1957 — Страницы былого
- 1958 — Ведьма
- 1960 — Десять шагов к Востоку
- 1969 — Рядом с другом

### Режиссёр дубляжа
- 1973 — Хорошенькое дельце / La belle affaire
- 1973 — Великолепный / Le Magnifique
- 1973 — Гибель Японии / Nippon chinbotsu
- 1975 — Последний выстрел / La polizia accusa: il Servizio Segreto uccide
- 1975 — Отель «Пацифик» / Dvojí svět hotelu Pacifik
- 1976 — Синяя птица / The Blue Bird
- 1976 — Посвящается Стелле / Dedicato a una stella
- 1978 — Гонорар за предательство / La mazzetta
- 1979 — Арабские приключения / Arabian Adventure
- 1982 — Дорогой страданий и гнева / Drumul oaselor
- 1983 — Марвин и Тайг / Marvin & Tige
- 1984 — Минэ / Mine